# I. e. 385
Évszázadok: i. e. 5. század – i. e. 4. század – i. e. 3. század
Évtizedek: i. e. 430-as évek – i. e. 420-as évek – i. e. 410-es évek – i. e. 400-as évek – i. e. 390-es évek – i. e. 380-as évek – i. e. 370-es évek – i. e. 360-as évek – i. e. 350-es évek – i. e. 340-es évek – i. e. 330-as évek
Évek: i. e. 390 – i. e. 389 – i. e. 388 – i. e. 387 –  i. e. 386 – i. e. 385 – i. e. 384 – i. e. 383 – i. e. 382 – i. e. 381 – i. e. 380

## Események

### Görögország
- A korábban elűzött I. Alketasz visszatér Épeirosz élére a szürakuszai I. Dionüsziosz segítségével.
- Spárta elfoglalja Mantineiát. Falait lerombolják, lakosait kitelepítik a környező falvakba.

### Itália
- Rómában consuli jogkörű katonai tribunusok: Aulus Manlius Capitolinus, Titus Quinctius Cincinnatus Capitolinus, Lucius Quinctius Cincinnatus Capitolinus, Publius Cornelius, Lucius Papirius Cursor és Gnaeus Sergius Fidenas Coxo.

## Születések
- Rodoszi Mentór, görög hadvezér

## Fordítás
- Ez a szócikk részben vagy egészben  a(z)   385 v. Chr. című német Wikipédia-szócikk ezen változatának fordításán alapul.  Az eredeti cikk szerkesztőit annak laptörténete sorolja fel. Ez a jelzés csupán a megfogalmazás eredetét és a szerzői jogokat jelzi, nem szolgál a cikkben szereplő információk forrásmegjelöléseként.